# Sam Abal

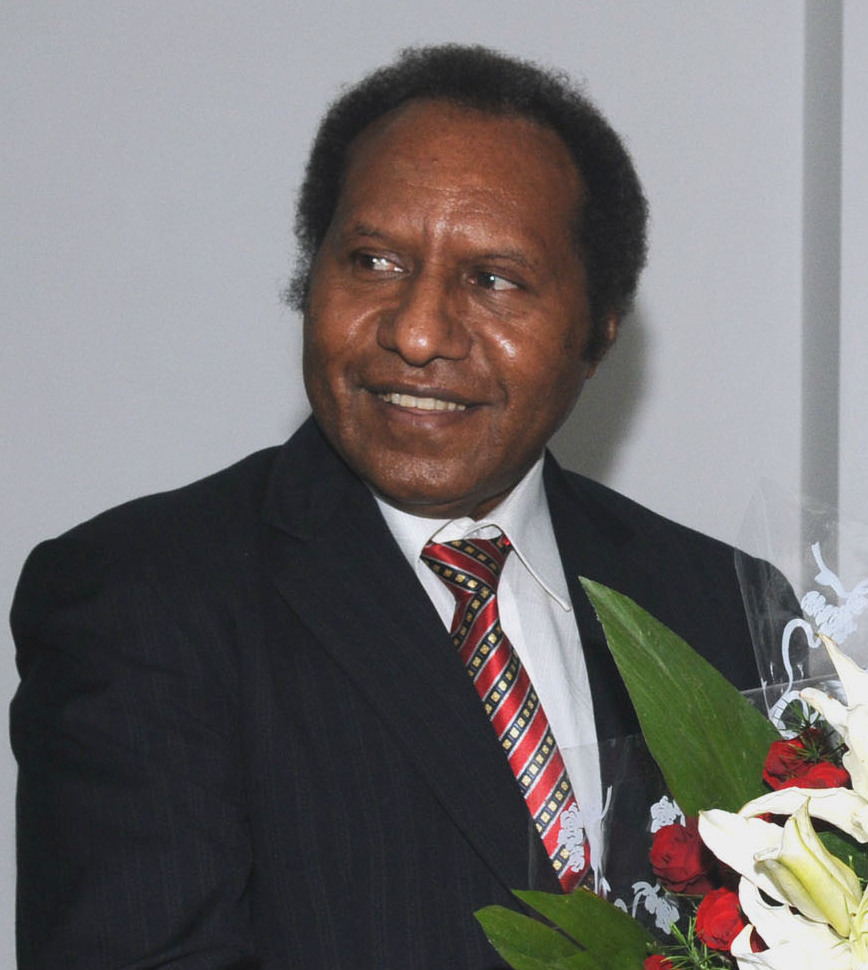
Sam Abal

Sam Abal (* 26. Juni 1958 als Samuel Tei Abal) ist ein Politiker aus Papua-Neuguinea.

## Biografie
Abal ist Mitglied der National Alliance Party und wurde für diese zum Mitglied des Parlaments gewählt.
Am 29. August 2007 wurde er von Premierminister Sir Michael Somare zum Minister für Auswärtige Angelegenheiten, Handel und Immigration ernannt und gehört damit dem 27-köpfigen Kabinett Somares an.
Im Januar 2009 setzte er sich für ein Verbleib von Fidschi im Pacific Islands Forum ein, dennoch kam es am 2. Mai 2009 wegen der dortigen Verhältnisse zu einer Suspendierung. Im Juli 2009 unterzeichnete er zusammen mit der Kommissarin für Handel der Europäischen Union (EU), Catherine Ashton, ein Handels- und Entwicklungsabkommen zwischen der EU und Papua-Neuguinea.
Als Michael Somare sein Amt Mitte Dezember 2010 sein Amt vorübergehend niedergelegte und dann die Amtsgeschäfte einen Monat später wieder aufnahm, wurden die Amtsgeschäfte in der Zwischenzeit von seinem Stellvertreter, Sam Abal, geführt. Seit April 2011 ließ sich Somare wegen einer schweren Erkrankung in Singapur im Krankenhaus behandeln. Abal vertrat ihn, bis das Parlament von Papua-Neuguinea am 2. August 2011 das Amt des Premierministers als vakant erklärte, und Peter O’Neill mit 70 zu 24 Stimmen zum neuen Premierminister wählte. Abal hatte lange als Favorit für die Nachfolge Somares gegolten. Eine Mordanklage gegen seinen Adoptivsohn Teo Abal machte ihn aber unpopulär.